# Волнатпорт (Пенсилванија)
Волнатпорт (енгл. Walnutport) град је у америчкој савезној држави Пенсилванија.

## Демографија
По попису из 2010. године број становника је 2.070, што је 27 (1,3%) становника више него 2000. године.
| Група             | 2000.         | 2010.         |
| Белци             | 1.972 (96,5%) | 1.938 (93,6%) |
| Афроамериканци    | 8 (0,4%)      | 19 (0,9%)     |
| Азијати           | 24 (1,2%)     | 17 (0,8%)     |
| Хиспаноамериканци | 31 (1,5%)     | 68 (3,3%)     |
| Укупно            | 2.043         | 2.070         |